# Manzini Wanderers
Manzini Wanderers is een Swazische voetbalclub uit Manzini. De club werd opgericht in 1957.

## Erelijst
Landskampioen
1983, 1985, 1987, 1999, 2002, 2003
Beker van Swaziland
1984
Swazi Charity Cup
2002, 2003, 2005
Swazi Trade Fair Cup
1984, 1985, 1986, 1993, 1996, 2000